# فيليب مارشال
فيليب مارشال (بالألمانية: Philipp Marschall)‏ هو ضابط الجمارك ‏ ألماني، ولد في 5 فبراير 1988 في باد زالتسونغن في ألمانيا.

## وصلات خارجية
- فيليب مارشال على موقع الاتحاد الدولي للتزلج (التزلج الريفي) (الإنجليزية)